# إنديان آيدول
آنديان آيدول (بالإنجليزية: Indian idol)‏ هو النسخة الهندية من برنامج المسابقات الغنائي العالمي "Pop Idol" الذي اخترعه سيمون فيلر وطورته شركة فريمانتل البريطانية.

## وصلات خارجية
- إنديان آيدول على موقع IMDb (الإنجليزية)
- إنديان آيدول على موقع قاعدة بيانات الفيلم (الإنجليزية)